# Grupo de Capoeira Angola Cabula
 (novembre 2023).

Logo du GCAC

Le Grupo de Capoeira Angola Cabula (GCAC) a été créé dans les années 1990 par le fameux Mestre de capoeira Angola, Mestre Barba Branca, élève de Mestre João Pequeno.
Basé dans le quartier de Cabula à Salvador de Bahia, le GCAC est aussi implanté en France, principalement en Rhône-Alpes depuis 2001.